# Puchar Świata w biegach narciarskich 2015/2016 – Lahti
Jedenaste zawody Pucharu Świata w biegach narciarskich w sezonie 2015/2016 odbyły się w fińskim Lahti. Konkurencje rozegrano pomiędzy 20-21 lutego. Zawodnicy rywalizowali w sprincie stylem dowolnym oraz w biegu łączonym.

## Program zawodów
| Dzień     | Konkurencja                 | Początek  | Liczba uczestników |
| --------- | --------------------------- | --------- | ------------------ |
| 20 lutego | Sprint kobiet s. dowolnym   | 13:30 CET | 64                 |
| 20 lutego | Sprint mężczyzn s. dowolnym | 13:30 CET | 79                 |
| 21 lutego | Bieg łączony mężczyzn       | 10:10 CET | 75                 |
| 21 lutego | Bieg łączony kobiet         | 12:30 CET | 60                 |

## Wyniki

### Sprint mężczyzn s. dowolnym
| Pozycja | Zawodnik               | Reprezentacja   | Wynik        | Strata  |
| ------- | ---------------------- | --------------- | ------------ | ------- |
| złoto   | Emil Iversen           | Norwegia        | Finał        | 3:08,14 |
| srebro  | Finn Hågen Krogh       | Norwegia        | Finał        | +0,25   |
| brąz    | Petter Northug         | Norwegia        | Finał        | +0,69   |
| 4.      | Federico Pellegrino    | Włochy          | Finał        | +0,98   |
| 5.      | Sindre Bjørnestad Skar | Norwegia        | Finał        | +1,15   |
| 6.      | Eirik Brandsdal        | Norwegia        | Finał        | +2,41   |
|         |                        |                 |              |         |
| 7.      | Håvard Solås Taugbøl   | Norwegia        | Półfinał (2) | —       |
| 8.      | Nikołaj Moriłow        | Rosja           | Półfinał (2) | —       |
| 9.      | Pål Golberg            | Norwegia        | Półfinał (1) | —       |
| 10.     | Andrew Young           | Wielka Brytania | Półfinał (2) | —       |
| 11.     | Sondre Turvoll Fossli  | Norwegia        | Półfinał (2) | —       |
| 12.     | Aleksiej Pietuchow     | Rosja           | Półfinał (1) | —       |
| ...     |                        |                 |              |         |
| 45.     | Maciej Staręga         | Polska          | Eliminacje   | —       |
| 69.     | Jan Antolec            | Polska          | Eliminacje   | —       |
| 71.     | Paweł Klisz            | Polska          | Eliminacje   | —       |

### Sprint kobiet s. dowolnym
| Pozycja | Zawodniczka              | Reprezentacja     | Wynik        | Strata  |
| ------- | ------------------------ | ----------------- | ------------ | ------- |
| złoto   | Maiken Caspersen Falla   | Norwegia          | Finał        | 3:33,81 |
| srebro  | Jessica Diggins          | Stany Zjednoczone | Finał        | +0,25   |
| brąz    | Heidi Weng               | Norwegia          | Finał        | +0,31   |
| 4.      | Ingvild Flugstad Østberg | Norwegia          | Finał        | +0,41   |
| 5.      | Astrid Jacobsen          | Norwegia          | Finał        | +2,27   |
| 6.      | Hanna Falk               | Szwecja           | Finał        | +18,40  |
|         |                          |                   |              |         |
| 7.      | Therese Johaug           | Norwegia          | Półfinał (2) | —       |
| 8.      | Stina Nilsson            | Szwecja           | Półfinał (2) | —       |
| 9.      | Mari Eide                | Norwegia          | Półfinał (1) | —       |
| 10.     | Sadie Maubet Bjornsen    | Stany Zjednoczone | Półfinał (2) | —       |
| 11.     | Anne Kyllönen            | Finlandia         | Półfinał (2) | —       |
| 12.     | Hanna Kolb               | Niemcy            | Półfinał (1) | —       |
| ...     |                          |                   |              |         |
| 58.     | Marcela Marcisz          | Polska            | Eliminacje   | —       |

### Bieg łączony mężczyzn
| Pozycja | Zawodnik                | Reprezentacja | Wynik     | Strata  |
| ------- | ----------------------- | ------------- | --------- | ------- |
| złoto   | Martin Johnsrud Sundby  | Norwegia      | 1:10:03,0 | –       |
| srebro  | Finn Hågen Krogh        | Norwegia      | 1:10:07,9 | +4,9    |
| brąz    | Hans Christer Holund    | Norwegia      | 1:10:11,0 | +8,0    |
| 4.      | Didrik Tønseth          | Norwegia      | 1:10:11,6 | +8,6    |
| 5.      | Niklas Dyrhaug          | Norwegia      | 1:10:48,1 | +45,1   |
| 6.      | Maurice Manificat       | Francja       | 1:10:52,0 | +49,0   |
| 7.      | Aleksandr Legkow        | Rosja         | 1:11:05,3 | +1:02,3 |
| 8.      | Martin Løwstrøm Nyenget | Norwegia      | 1:11:59,2 | +1:56,2 |
| 9.      | Jean-Marc Gaillard      | Francja       | 1:12:12,5 | +2:09,5 |
| 10.     | Maksim Wylegżanin       | Rosja         | 1:12:12,6 | +2:09,6 |
| ...     |                         |               |           |         |
| 57.     | Jan Antolec             | Polska        | 1:17:16,4 | +7:13,4 |
| 67.     | Paweł Klisz             | Polska        | 1:19:57,3 | +9:54,3 |

### Bieg łączony kobiet
| Pozycja | Zawodniczka              | Reprezentacja | Wynik   | Strata  |
| ------- | ------------------------ | ------------- | ------- | ------- |
| złoto   | Therese Johaug           | Norwegia      | 38:59,9 | –       |
| srebro  | Heidi Weng               | Norwegia      | 40:05,4 | +1:05,5 |
| brąz    | Ingvild Flugstad Østberg | Norwegia      | 40:31,8 | +1:31,9 |
| 4.      | Maiken Caspersen Falla   | Norwegia      | 40:36,5 | +1:36,6 |
| 5.      | Riitta-Liisa Roponen     | Finlandia     | 40:38,9 | +1:39,0 |
| 6.      | Astrid Jacobsen          | Norwegia      | 40:49,6 | +1:49,7 |
| 7.      | Kari Øyre Slind          | Norwegia      | 40:50,0 | +1:50,1 |
| 8.      | Nathalie von Siebenthal  | Szwajcaria    | 40:52,1 | +1:52,2 |
| 9.      | Anne Kyllönen            | Finlandia     | 40:56,4 | +1:56,5 |
| 10.     | Krista Pärmäkoski        | Finlandia     | 41:00,6 | +2:00,7 |
| ...     |                          |               |         |         |
| 48.     | Martyna Galewicz         | Polska        | 44:25,2 | +5:25,3 |
| DNF     | Marcela Marcisz          | Polska        | —       | —       |